# 巴勒斯坦內戰
巴勒斯坦內戰（阿拉伯語：الحرب الأهلية الفلسطينية，al-Ḥarb al-ʾAhliyyah al-Filisṭīnīyyah），又稱法塔赫—哈馬斯衝突（阿拉伯語：النزاع بين فتح وحماس，an-Nizāʿ bayna Fataḥ wa-Ḥamās），在巴勒斯坦爆發的一系列衝突，主因起於法塔赫與哈馬斯這兩個組織之間為了爭奪在巴勒斯坦地區的主權而引發這些衝突，結果造成巴勒斯坦分裂為兩個地區。
法塔赫與哈馬斯之間的緊張關係開始於2005年。至2007年，巴勒斯坦因此分裂為法塔赫控制的約旦河西岸，以及哈马斯控制的加薩走廊兩個不同政府。
巴勒斯坦公民权利独立委员会表示，超过600名巴勒斯坦人在2006年1月至2007年5月的內戰中丧生。